# Scrooge
Scrooge (titulada: La alegre historia de Scrooge en Argentina, Scrooge, un cuento de Navidad en Chile y Muchas gracias, Mr. Scrooge en España) es una película musical basada en A Christmas Carol de Charles Dickens.
Dirigida por Ronald Neame en 1970, con guion y música de Leslie Bricusse, la película cuenta con Albert Finney en el papel de Ebenezer Scrooge y Alec Guinness como el fantasma de su socio, Jacob Marley.

## Argumento
En 1860, un personaje tacaño y malhumorado que odia la Navidad, Ebenezer Scrooge, detesta a la gente y defiende la disminución del superávit de la población pobre; explota en su banco a su empleado Bob Cratchit y a sus clientes, y tiene un áspero tratamiento hacia su propio sobrino y conocidos. En la víspera de Navidad es visitado por el fantasma de su antiguo socio, Jacob Marley, quien le dice que tres espíritus lo visitarán a lo largo de la noche. El primero, el espíritu de las Navidades pasadas, le recuerda su juventud, cuando perdió a su único amor debido a su avaricia; el espíritu de las Navidades presentes le muestra la mala situación de la familia de Bob y cómo la vida puede ser alegre; finalmente, el espíritu de las Navidades futuras le muestra su destino. Scrooge descubre así que la vida puede ser buena y que el tiempo antes de que uno desaparezca para siempre es demasiado corto. 

## Premios
Scrooge fue nominada en 1971 a cuatro premios Óscar: a la mejor dirección de arte, al mejor diseño de vestuario, a la mejor canción original (por la canción «Thank You Very Much», de Leslie Bricusse) y a la mejor banda sonora. Con cinco nominaciones a los Globos de oro (incluyendo mejor película-Comedia o musical, mejor guion, mejor banda sonora y mejor canción original) Albert Finney ganó el Globo de oro al mejor actor de Comedia o musical en 1971.